# Breil-sur-Roya (tổng)
Tổng Breil-sur-Roya là một tổng của Pháp, nằm ở tỉnht Alpes-Maritimes trong vùng Provence-Alpes-Côte d’Azur.

## Các đơn vị hành chính
Tổng Breil-sur-Roya bao gồm các xã Breil-sur-Roya, Saorge và Fontan.

## Biến động dân số
| 1882                                         | 1926 | 1962 | 1968 | 1975 | 1982 | 1990 | 1999  |
|                                              |      |      |      |      |      |      | 2 658 |
| -------------------------------------------- | ---- | ---- | ---- | ---- | ---- | ---- | ----- |
| Số liệu từ năm 1990: Dân số không tính trùng |      |      |      |      |      |      |       |